# SkewT

Diagram skew-T log-P, temperatura - linie ciągłe czerwone.

SkewT - log p – rodzaj diagramu termodynamicznego używany w opisie sondażu atmosferycznego. Niezależnymi zmiennymi na diagramie są temperatura i ciśnienie. W 1947 N. Herlofson zaproponował modyfikacje emagramu, na którym izobary są liniami prostymi, a kąt pomiędzy suchymi adiabatami i izotermami jest duży.
Diagram ten jest popularny w USA.